# Campo Santo Teutonico
Campo Santo Teutonico (offiziell Campo Santo dei Teutonici e dei Fiamminghi – Friedhof der Deutschen und der Flamen, auch Camposanto Teutonico geschrieben) heißen der „deutsche Friedhof“ und die zugehörigen Gebäude in Rom. Obwohl der Friedhof der einzige innerhalb der Mauern der Vatikanstadt ist und direkt neben dem Petersdom liegt, gehört er nicht zum vatikanischen, sondern zum italienischen Staatsgebiet. Der Zugang ist jedoch nur über vatikanisches Territorium möglich. Durch die Lateranverträge von 1929 wurde das Gelände ein exterritoriales Gebiet des Heiligen Stuhls.

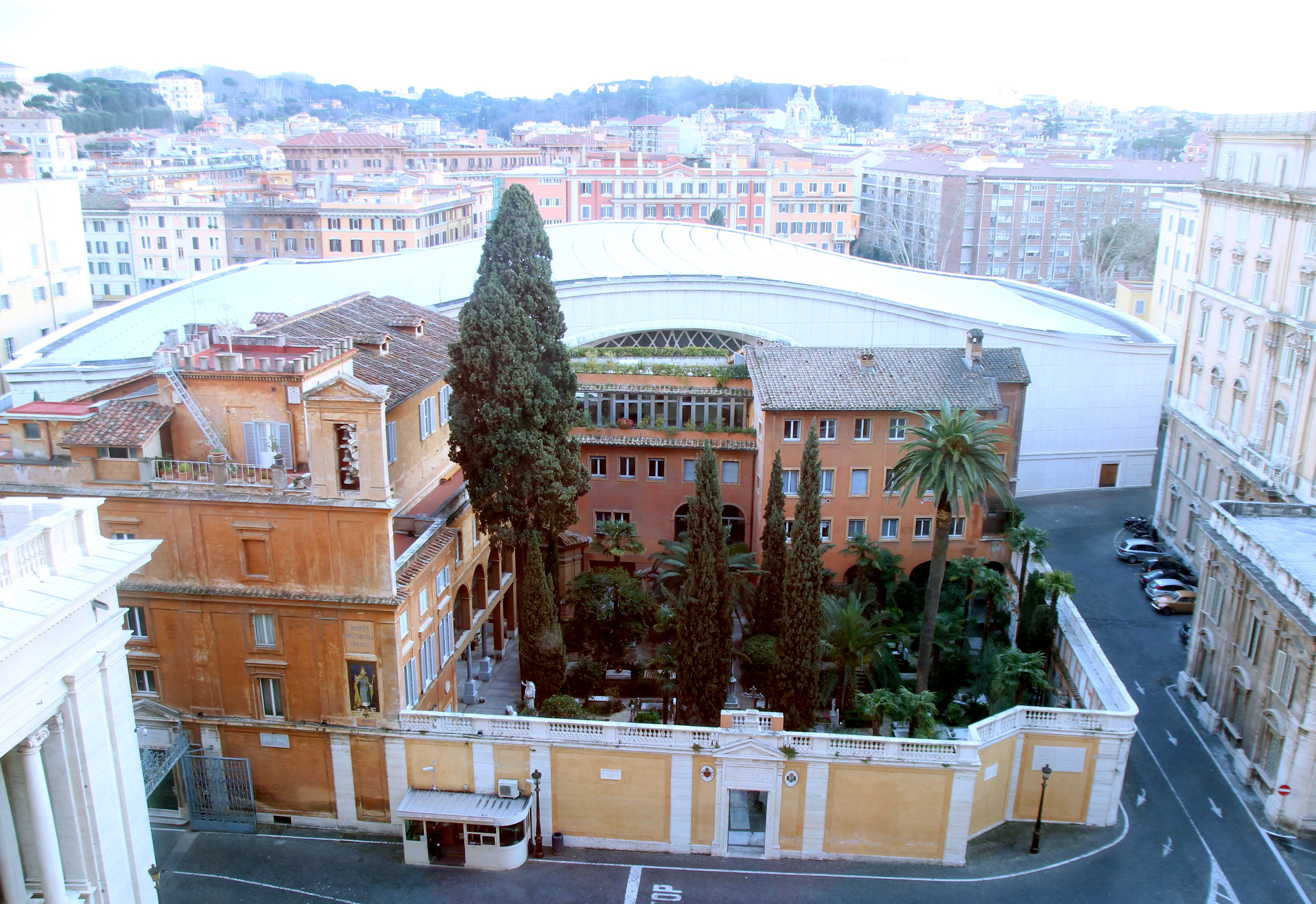
Die Gesamtanlage, Blick nach Süden vom Petersdom

Neben dem vollständig von Mauern umschlossenen Gräberfeld befinden sich auf dem Gelände die Kirche Santa Maria della Pietà, Sitz der Erzbruderschaft zur schmerzenhaften Muttergottes (Mater Dolorosa) der Deutschen und Flamen, die Eigentümerin des Campo Santo Teutonico ist, sowie das deutschsprachige Priesterkolleg Päpstliches Deutsches Priesterkolleg beim Campo Santo Teutonico und das Römische Institut der Görres-Gesellschaft.
Wegen seiner historischen Wurzeln schließt der Begriff „Teutonico“ nicht nur die heutigen Deutschen (italienisch tedeschi, Singular tedesco) ein, sondern alle, die im historischen deutschsprachigen Kulturraum leben, also auch Österreicher, Südtiroler, Elsässer, Deutschschweizer, Liechtensteiner, Luxemburger und deutschsprachige Belgier; „Fiamminghi“ umfasst die Flamen und Niederländer.

## Geschichte

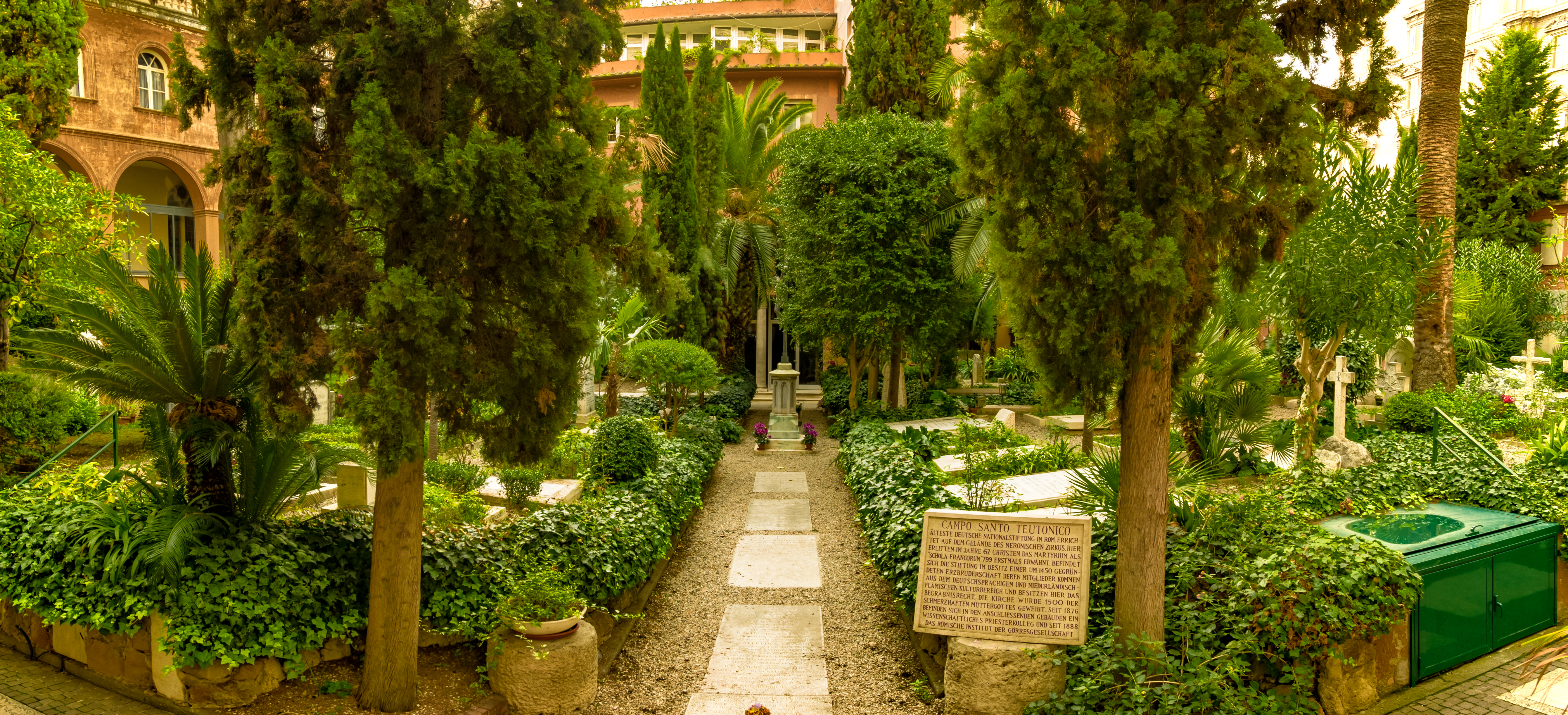
Das Gelände des Friedhofs vom Eingang gesehen

Auf dem Gelände des heutigen Friedhofs, der sich im Frühmittelalter wesentlich weiter nach Norden ausdehnte, lag in der römischen Kaiserzeit wahrscheinlich der Circus von Caligula und Nero, in dem laut den Schriften des Tacitus während der Christenverfolgung Hunderte als Märtyrer starben – der Überlieferung nach auch der Apostel Petrus.

### Unsichere Gründung
Die in Rom bereits bestehenden Xenodochien und Diakonien als soziale Einrichtungen waren zwar geeignet, Pilger zu versorgen, die sich für eine kurze Zeit in der Stadt und an den Apostelgräbern aufhielten, jedoch keine „Langzeitpilger“, die sich am Ziel ihrer Wallfahrt niedergelassen hatten. Dafür entstanden nach Debra J. Birchs Meinung vier scholae peregrinorum, die sich um die Peterskirche gründeten: die schola saxonum, die schola langobardorum, die schola frisiorum und die schola francorum. Sie lagen zwar in der Nähe der Peterskirche, jedoch außerhalb der Stadtmauer. Erst nach dem Sarazenensturm im Jahr 846 wurden auch sie durch eine Mauer geschützt und waren fortan Teil der Leostadt. Albrecht Weiland charakterisiert die scholae als Pilgerkolonien, die sich als separate, von einer Mauer umgebene Ansiedelungen um eine Kirche gruppierten.
Sie entstanden im Laufe des 8. Jahrhunderts, eine genaue Datierung ist mangels exakter Quellen schwierig. Eine – allerdings gefälschte – Urkunde gibt an, Karl der Große habe die schola am 22. Dezember 797 gegründet. In seinem Aufsatz über Karl den Großen und die schola macht Rudolf Schieffer das Jahr 787 als wahrscheinlichstes Gründungsdatum aus: In der Schilderung der Vita Papst Leos III. existiert 799 die schola bereits und eine Würzburger Handschrift aus dem 9. Jahrhundert bestätigt Karl den Großen als Gründer. Daraus schließt Schieffer, die Gründung müsse zu einer der drei vorangegangenen Romreisen Karls 774, 781 oder 787 erfolgt sein. Das letzte dieser drei möglichen Daten wählte er deshalb, weil Karls Vertrautem, dem Abt Fulrad, 757 ein „hospitale“ bei St. Peter geschenkt worden war, die Schenkung 781 erneuert wurde und Fulrad 784 starb. Schieffer nimmt nun das „hospitale“ Fulrads als Vorläufer der schola francorum an, der bei Karls erstem Rombesuch nach Fulrads Tod in einer Art Ratifizierungsakt als schola der Franken „gegründet“ wurde.

### Blüte im 9. Jahrhundert
Letzte Gewissheit über die Gründung wird man vermutlich nie gewinnen können, aber die weitere Entwicklung der schola ist besser dokumentiert. Die scholae peregrinorum waren ausgestattet mit einem Hospital zur Aufnahme Fremder, in dem auch Kranke versorgt werden konnten, einer Kirche zur Feier der Gottesdienste und Totenmessen sowie einem Friedhof zum Begräbnis der Toten. Es ist noch nicht geklärt, ob in allen vier scholae alle drei Komponenten vorhanden waren, jedoch ist dies sehr wahrscheinlich.

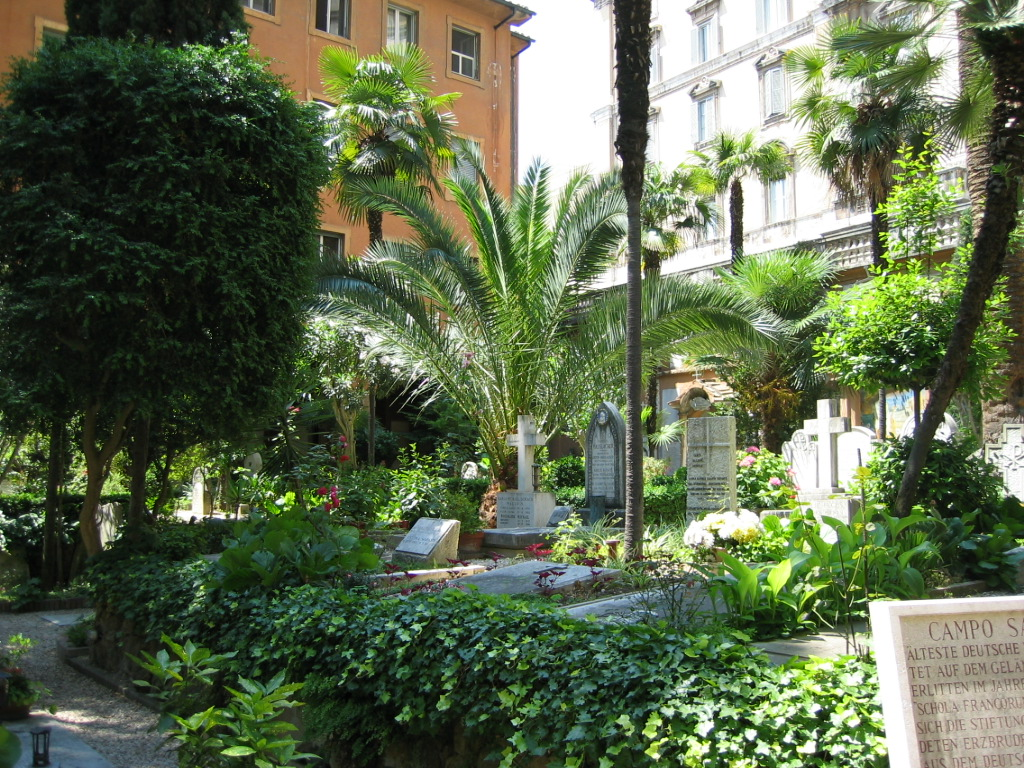
Der Friedhof

Betrachtet man die gefälschte Gründungsurkunde (auch wenn die Urkunde eine objektive Fälschung ist, so bedeutet dies noch nicht, dass ihre referierten Inhalte ins Reich der Fabel verwiesen werden müssen. Schieffer nimmt an, dass die schola-Kleriker eine echte Urkunde eventuell beim Sarazenensturm 846 verloren haben könnten), so kann man daraus schließen, dass auf dem Gebiet der schola francorum alle Komponenten vorhanden waren: Sie besagt, dass Papst Leo die Salvatorkirche nahe der Peterskirche errichtet und Karl dem Großen geschenkt habe. Der Zweck der schola sei die Sorge um ein ordentliches Begräbnis für die „ultramontanes“ und der Dienst an Pilgern aus Francia, Aguittania und Gallia, den drei Reichsteilen Karls. Über die genaue Ausgestaltung des Dienstes an den Pilgern und Toten und die Frage, ob andere Arme und Kranke versorgt wurden usw., können wir aus den Quellen nichts Genaues erkennen.
Um die weitere Entwicklung der schola zu verfolgen, ist man vielfach auf Vermutungen und Rückschlüsse aus den relativ spärlich überlieferten Quellen angewiesen. Birch spricht davon, dass die scholae eine beachtliche Größe („considerable size“) erlangten und eher sesshafte landsmannschaftliche Pilgergemeinden waren, als lediglich ein Komplex mit Kirche, Hospital und Friedhof. Noch für das 9. Jahrhundert ist ein florierender Pilgerbetrieb für die scholae überliefert, danach sind die Berichte dünner. Aus dem Jahr 854 ist eine päpstliche Bulle bekannt, die die Salvatorkirche dem Martinskloster zuschlägt und dadurch die schola-Kleriker mediatisiert. Die gefälschte Gründungsurkunde datiert Schieffer auf die zwei Jahrzehnte um die Jahrtausendwende, Birch etwas später in die Zeit zwischen 1031 und 1053, auch zu dieser Zeit muss also die schola in Betrieb gewesen sein, ebenso wie in der zweiten Hälfte des 11. Jahrhunderts.

### Unsichere weitere Entwicklung

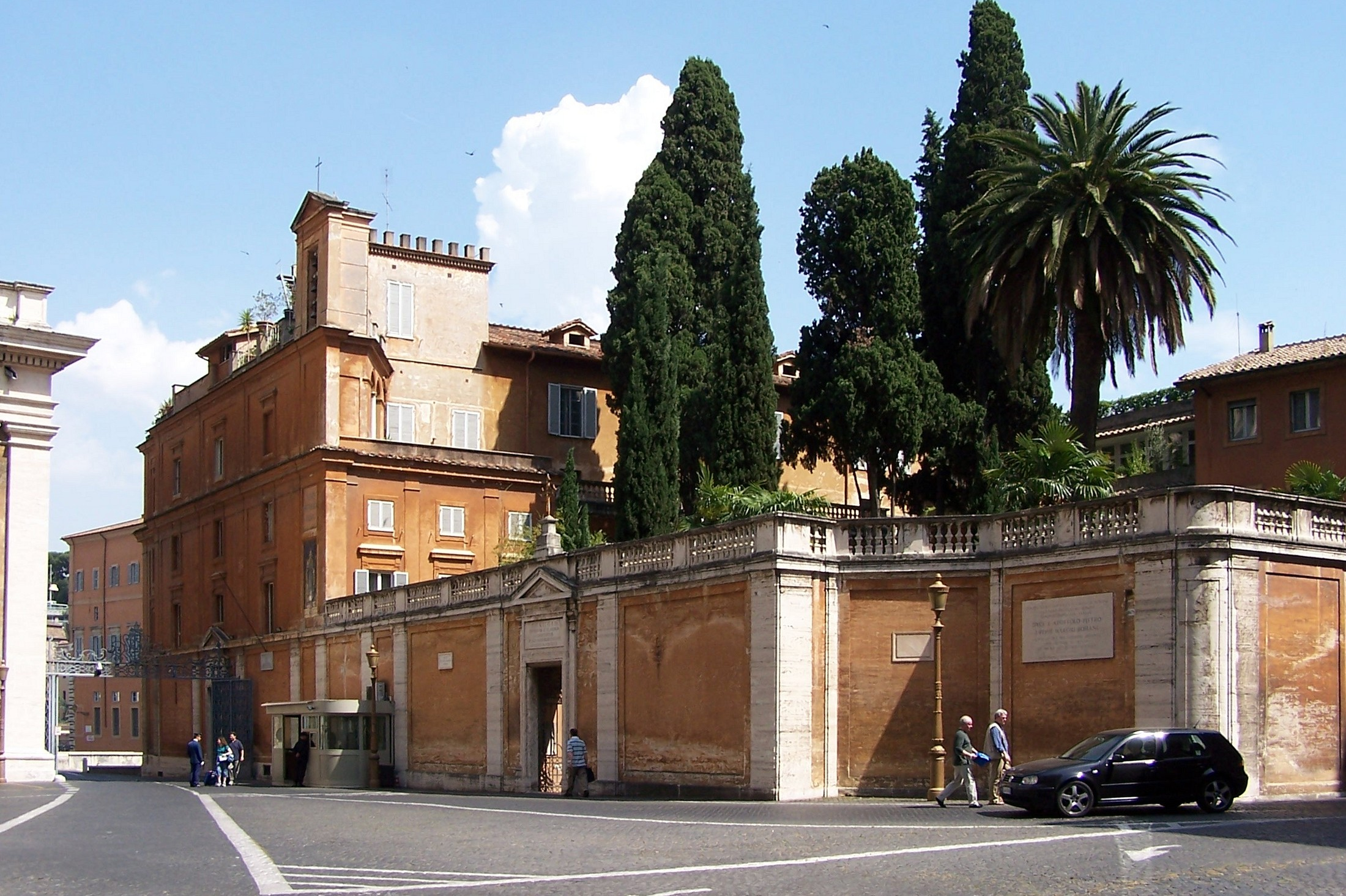
Die Mauern der Anlage

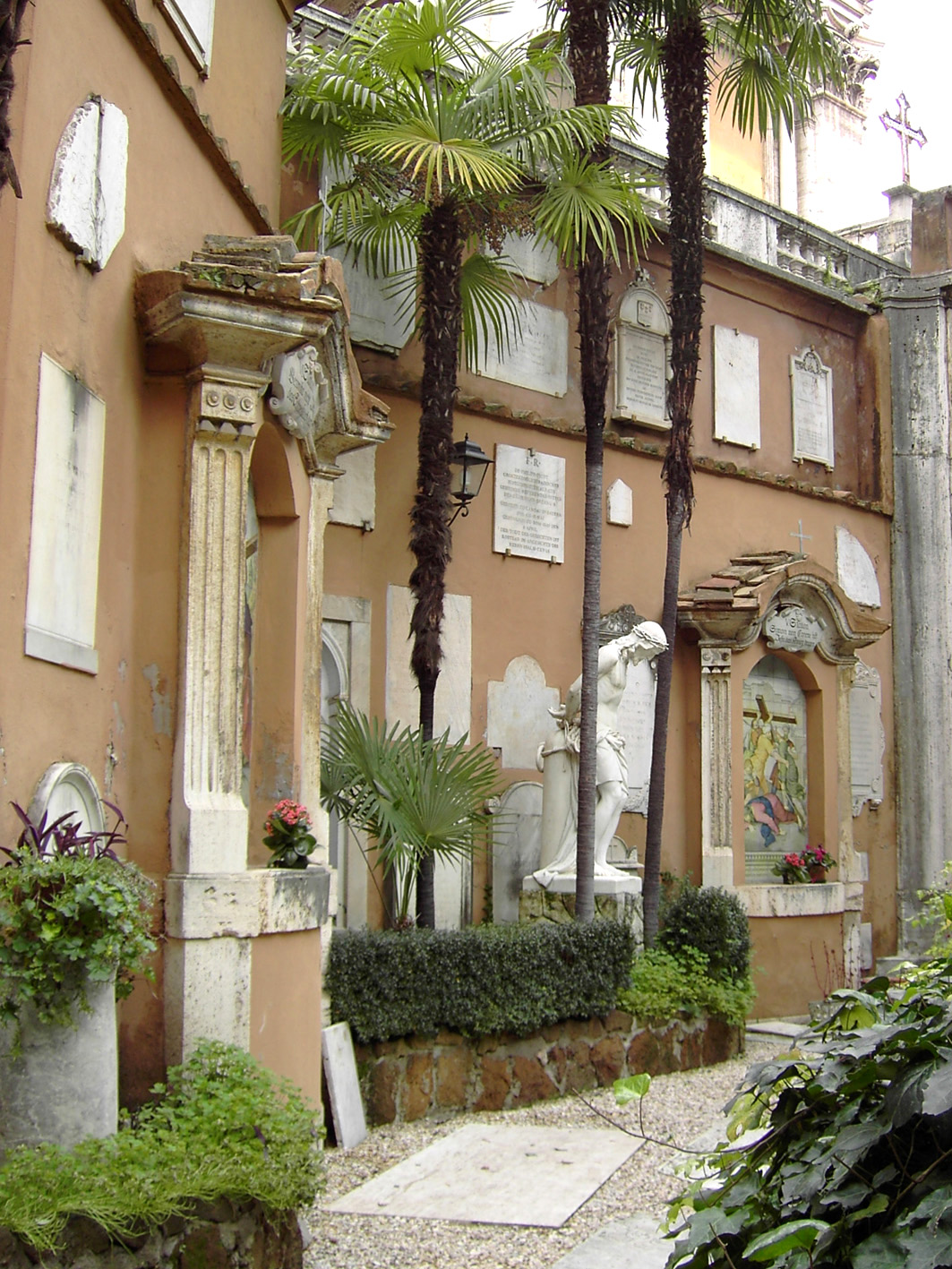
Der Friedhof

In zwei päpstlichen Bullen wird die schola nochmals Thema. 1053 bestätigt Leo IX. dem Martinskloster seinen Besitz und weist den scholae Begräbnisaufgaben zu. Die Frankenschola solle die Pilger aus dem Gebiet nördlich der Alpen begraben, die Sachsenschola die Pilger aus England und die Langobardenschola die Pilger der italienischen Halbinsel. Schließlich nimmt Gregor VII. nochmals Bezug auf die schola francorum, als er 1081 verfügt, die in der Gründungsurkunde der schola zugesagten Geldleistungen aus dem nördlichen Alpenraum künftig zum allgemeinen Nutzen des Apostolischen Stuhls zu verwenden.
Es ist nicht klar, in welchem Umfang diese Geldleistungen tatsächlich vorher der schola zugutekamen, jedoch könnte dieser Entzug der finanziellen Basis der Anfang vom Niedergang der schola gewesen sein. Letztmals taucht die schola indirekt 1141 auf; in diesem Jahr wird die Gründungsurkunde kopiert, also ist davon auszugehen, dass auch zu dieser Zeit noch Aktivität in der schola herrschte. Das letzte Zeugnis, das Kirche, schola und Friedhof als eine Einheit betrachtet, ist die Bulle Papst Innozenz’ VI. aus dem Jahr 1360, in der wie schon 1053 Papst Leos Bulle von 854 bestätigt wird.

### Niedergang und Neugründung
Bald nach der letzten Nachricht über den Komplex der schola francorum aus dem Jahr 1360 setzte wohl der Verfall des Anwesens ein. Außer einer Anmerkung in den Censuali des Kapitels von St. Peter aus dem Jahr 1390, wonach die Kirche sehr vernachlässigt sei, setzt die Überlieferung erst wieder Mitte des 15. Jahrhunderts ein.
Hier wird das Jahr 1454 bedeutend, denn wir erfahren aus einer Bulle Nikolaus’ V. von Gottfried von Waya, der bis 1452 auf eigene Kosten die Salvatorkirche wieder aufbauen hatte lassen. Im selben Jahr, 1454, beginnt die institutionalisierte Geschichte des heutigen Campo Santo mit der Gründung der „Bruderschaft der christgläubigen Seelen und armen Christen“. Am 29. Dezember 1454 trafen sich auf dem Gebiet der ehemaligen schola die deutschstämmigen Petrus Licht, Bartholomäus Dinstman und Johannes Lichtenfelser und gründeten die Bruderschaft zusammen mit neun anderen deutschsprachigen Kurialen.
In der Gründungsurkunde halten sie ausführlich die unmittelbare Vorgeschichte des Gebietes der ehemaligen schola fest: Der Magdeburger Friedrich Frid hatte sich aus eigenen Mitteln auf dem Friedhof ein kleines Haus gebaut und die Totengräberfunktion übernommen. Aus den Resten des verfallenen Hospitals, das zur Unterstützung der Armen und Pilger gedient hatte, bauten er und andere Deutsche um 1440 auch eine kleine Marienkapelle, die so genannte „secunda capella“, wieder auf. Daneben tat sich auf geistlicher Seite der Weihbischof Johann Goldener hervor, der bereits um 1450 private Bittprozessionen auf das schola-Gebiet initiierte.
Mit der erfolgreichen Gründung der Campo-Santo-Bruderschaft war es allerdings nicht getan. In den nächsten Jahrzehnten mussten einige Widerstände überwunden werden, bevor die Bruderschaft tatsächlich etabliert und Herrin des Campo Santo war. Die rechtliche Situation auf dem Gebiet des Campo Santo war mehr als kompliziert: Die alte Salvatorkirche bestand weiterhin, daneben war die von Frid in den 1440ern erbaute, bereits erwähnte Marienkapelle errichtet. Anstelle älterer Gebäude hatte Papst Eugen IV. nach seiner Rückkehr nach Rom 1443 ein Frauenhospital mit Personalhaus errichtet. Schließlich stand seit etwa 1446 auf dem eigentlichen Friedhof eine kleine Kirche, die „prima ecclesia“, die dem heiligen Gregor geweiht war.
Die Salvatorkirche trat in eine allgemeine Konkurrenz zu den anderen Institutionen um die Zuständigkeiten für Begräbnisse und Seelsorge auf dem Campo Santo. Die Marienkapelle wurde von der Bruderschaft und deren Kaplan geleitet. Das Frauenhospital (zu dem um 1455 ein Almosenhaus kam) unterstand einer Subpriorin, die Santo Spirito in Sassia stellte, und die prima ecclesia sowie der eigentliche Friedhof blieben weiterhin in der Zuständigkeit des Kapitels von St. Peter.

### Etablierung der Bruderschaft

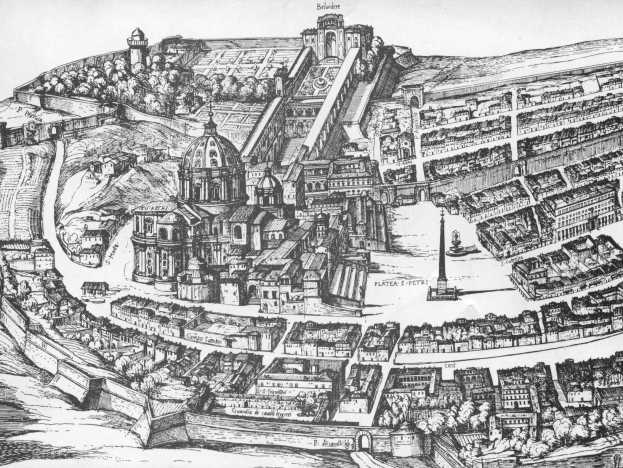
Campo Santo Teutonico (Bildmitte ganz vorne, links des Platzes am vorderen Eingangstor unmittelbar hinter der Mauer gelegen) und Petersdom 1593

Die ersten Jahrzehnte, um genau zu sein: bis 1513, war die Bruderschaft des Campo Santo nun bemüht, die verschiedenen Rechte abzulösen und für sich selbst die Kapazitäten zu schaffen, ihren selbst gewählten Aufgaben gerecht zu werden: Es ging darum, erstens gegen Santo Spirito durchzusetzen, dass die Bruderschaft auf dem Campo Santo die Betreuung von Armen und Kranken übernehmen konnte und zweitens gegen das Kapitel von St. Peter, dass die Zuständigkeit für Friedhof und Kirche der Bruderschaft übertragen wurde.
1472 gelang es der Bruderschaft, die Rechte von Santo Spirito zu erwerben, jedoch wird bis 1493 kein Hospital mehr erwähnt. Man geht davon aus, dass die Bruderschaft in dieser Zeit Hilfsbedürftige in anderen Hospitälern der Stadt unterbrachte und unterstützte. Erst 1511 ist in den Quellen von einem Neubau eines eigenen Hospitals auf dem Gebiet des Campo Santo die Rede.
Noch zwei Jahre länger dauerte es, bis die Bruderschaft neben den mildtätigen auch ihre geistlichen Ziele in Eigenregie durchführen konnte. Nachdem sich um Frids Marienkapelle ebenfalls ein Konflikt mit Santo Spirito anbahnte, beschloss die Bruderschaft 1476 den Bau einer eigenen Kirche, der aber bald darauf zum Erliegen kam. Erst nachdem Papst Alexander VI. 1495 einen Ablassbrief für Unterstützer des Baus ausgestellt hatte, kam der Neubau schnell voran. 1500 wurde die Marienkapelle abgerissen und die neue (heute noch bestehende) Kirche geweiht. 1513 schließlich wurden die Rechte des Kapitels von St. Peter endgültig abgelöst.
Danach entwickelte der Campo Santo schnell eine hohe Attraktivität als Begräbnisort wegen seiner Nähe zum Grab des Apostels Petrus und auch die Bruderschaft wurde zu einem großen integrativen Faktor der deutschen Gemeinde in Rom.

## Die Erzbruderschaft in der Neuzeit

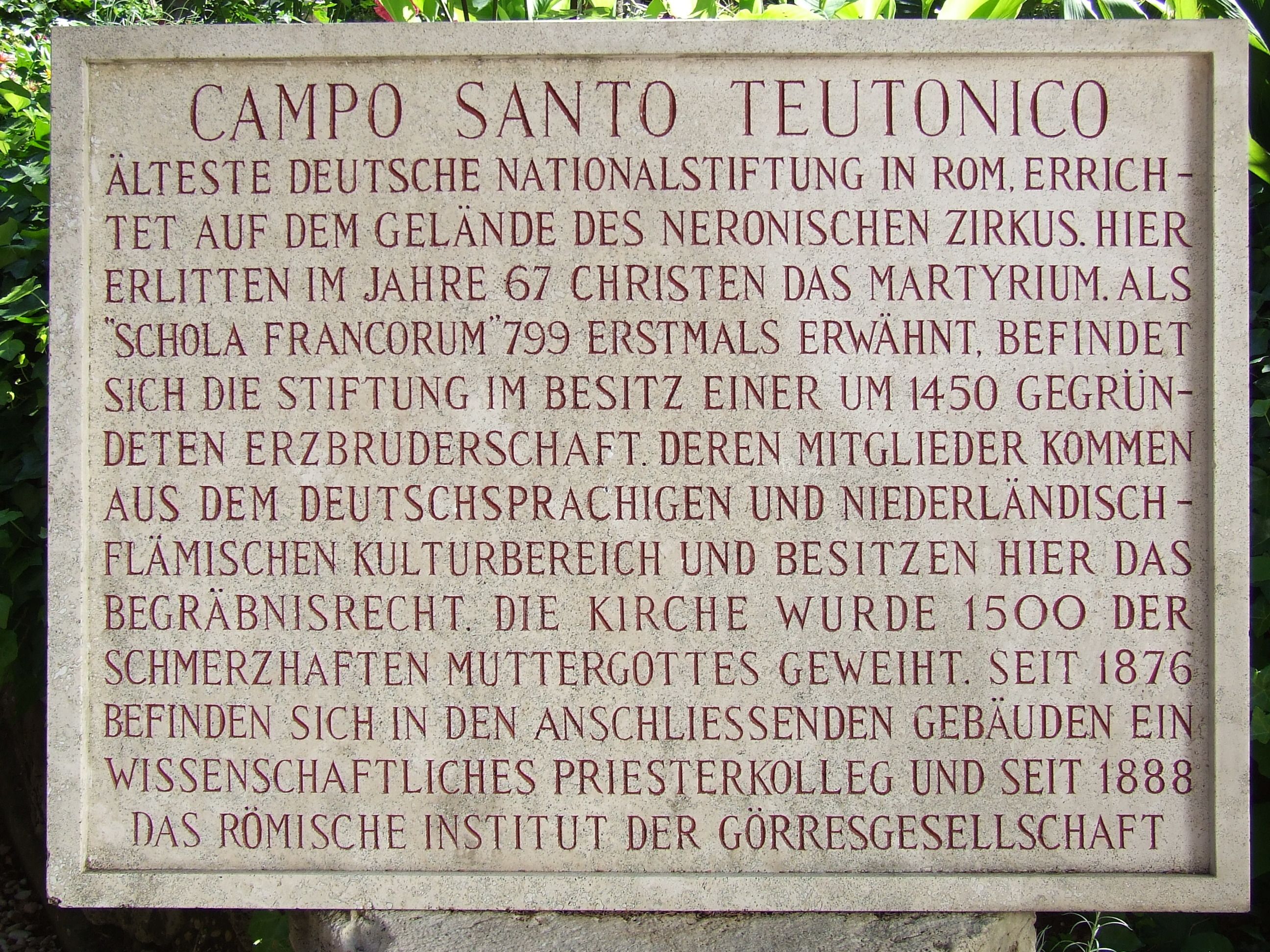
Vatikan, Campo Santo Teutonico

Die Erzbruderschaft, die seit 1579 den bis heute gültigen Namen Erzbruderschaft zur schmerzhaften Muttergottes der Deutschen und Flamen trägt, ist ein Mitgliederverein nach kanonischem Recht und Eigentümer des Campo Santo. Mitglieder werden können Katholiken deutscher und flämischer Muttersprache, die ihren Wohnsitz in Rom oder in seiner näheren Umgebung haben, und zwar Geistliche und Laien, Frauen und Männer (Höchstalter beim Eintritt 60 Jahre). Die Erzbruderschaft hat einen Vorstand aus Rektor, Camerlengo (von 2007 bis 2021 Aldo Parmeggiani, seit 2021 Franco Reale), Vizecamerlengo und vier weiteren Mitgliedern. Vom Heiligen Stuhl approbierte Statuten regeln die Mitgliedschaft und Vorstandsämter sowie die alle drei Jahre stattfindende Wahl der Ämter. Sie beschreiben auch die Pflichten und Rechte der Mitglieder. Mitglieder haben freien Zugang zum Friedhofsgelände. Sie haben unter gewissen Bedingungen das Beerdigungsrecht auf dem Friedhof und können sich dazu eine Grabstätte erwerben. Kandidaten werden von Mitgliedern der Erzbruderschaft geworben. Der Vorstand entscheidet über eine Aufnahme. Ein Probejahr (Noviziat) ist obligatorisch und endet mit einer feierlichen Aufnahme am Hochfest der Unbefleckten Empfängnis (8. Dezember). Männer erhalten dann den schwarzen „Sacco“, Frauen eine Medaille am Band.
Ab 1872 amtierte Anton de Waal als Vizerektor und ab 1873 als Rektor des Campo Santo Teutonico. Er gab der Erzbruderschaft eine neue Satzung und ließ Kirche und Friedhof renovieren. Das Bruderschaftshaus gestaltete er 1876 in das bis heute bestehende Priesterkolleg (seit 2010 Pontificio Collegio Teutonico) um und begann mit dem Aufbau einer Spezialbibliothek und der Sammlung altchristlicher Kunst.
Die Görres-Gesellschaft kam 1888 dazu und betreibt bis heute dort das Römische Institut der Görres-Gesellschaft. Görres-Institut und Kolleg unterhalten gemeinsam die Bibliothek des Campo Santo Teutonico und das Archiv der Erzbruderschaft und des Priesterkollegs. Seit 1953 geben sie gemeinsam die 1887 gegründete Römische Quartalschrift für Christliche Altertumskunde und Kirchengeschichte heraus.

### Ab dem 21. Jahrhundert
Im März 2019 forderten Angehörige der seit 1983 vermissten Emanuela Orlandi nach einem anonymen Hinweis, zwei Gräber auf dem Campo Santo Teutonico zu öffnen, um zu überprüfen, ob sich Überreste Emanuela Orlandis dort befinden. Bei der Durchsuchung erwiesen sich die betreffenden Gräber als leer, man stieß aber auf zwei mit steinernen Runddeckeln verschlossene Zugänge im Priesterkolleg, bei denen es sich um Beinhäuser mit zweitbestatteten Gebeinen handelt. Nach vatikanischen Angaben stammten alle Gebeine aus der Zeit vor Ende des 19. Jahrhunderts.
Im Bundeshaushalt 2021 des Kabinett Merkel IV, der 23. Bundesregierung der Bundesrepublik Deutschland, wurden – auf mehrere Jahre verteilt – 16 Millionen Euro eingestellt für notwendige Renovierungs- und Umbaupläne am Campo Santo Teutonico. Fehlende Mittel zu den geschätzten Gesamtkosten von 22 Millionen Euro ist von der Erzbruderschaft zur Schmerzhaften Mutter Gottes als Eigentümerin selbst aufzubringen. 2021 wurde die Stiftung Pro Campo Santo Teutonico mit Sitz in München gegründet.

## Die Nationalstiftung
Missverständlich wird immer wieder von der „Nationalstiftung“ des Campo Santo Teutonico gesprochen, ein von der älteren Historiographie des Hauses (besonders Anton de Waal) eingeführter Begriff, der nichts anderes meint als „Nationalgründung“. Eine solche Nationalgründung wird anachronistisch ins 8. Jahrhundert verlegt. Historisch verbürgt ist aber nur die Gründung der Bruderschaft zur Schmerzhaften Mutter Gottes beim Friedhof der Deutschen und Flamen in der Mitte des 15. Jahrhunderts. Nach dem Untergang des Heiligen Römischen Reichs Deutscher Nation war der Kaiser von Österreich weltlicher Protektor des Campo Santo Teutonico. Mit dem Untergang der Habsburgermonarchie 1918 endete dieses Protektorat, der österreichische Bundespräsident wird aber nach wie vor als weltliches Oberhaupt geschildert. In der Nachfolge des kaiserlichen Protektorates gehören noch die deutschen und österreichischen Botschafter beim Heiligen Stuhl kraft Amtes (als „geborene Mitglieder“) dem Verwaltungsrat der Erzbruderschaft an. Der Campo Santo Teutonico ist Privatbesitz der Erzbruderschaft. Es gibt keine Ansprüche der Republik Österreich oder der Bundesrepublik Deutschland auf ihn. Er befindet sich auf exterritorialem Gelände Italiens und liegt nicht auf vatikanischem Gebiet, sondern erhielt Exterritorialität 1929 mit Abschluss der Lateranverträge und der Schaffung des Vatikanstaates. Der Campo Santo Teutonico besaß bis zum Inkrafttreten der Statuten von 2003 zudem einen geistlichen Protektor, meist einen Kardinal der Kurie. Seither ist der Vorsitzende der Deutschen Bischofskonferenz Schirmherr der Erzbruderschaft beziehungsweise ein beauftragter Bischof der Bischofskonferenz. Der Rektor der Erzbruderschaft wird auf Vorschlag des Vorsitzenden der Deutschen Bischofskonferenz nach Absprache mit dem Vorsitzenden der Österreichischen Bischofskonferenz und dem Vorstand der Erzbruderschaft vom Generalvikar des Papstes für die Vatikanstadt im Einvernehmen mit dem Präfekten des Dikasteriums für die Kultur und die Bildung für jeweils sechs Jahre ernannt.

## Rektoren
- 1863–1864: Hermann Ernst Plassmann
- 1864–1870: Philipp Müller
- 1870–1872: Carl Jänig
- 1873–1917: Anton de Waal
- 1920–1930: Emmerich David
- 1931–1954: Hermann Maria Stoeckle
- 1954–1962: August Schuchert
- 1963–1970: Johannes Emil Gugumus
- 1970–1974: Bernhard Hanssler
- 1975–2010: Erwin Gatz
- 2010–2022: Hans-Peter Fischer[17]
- 2023–2024: Konrad Bestle[18][19]
- seit 2025: Peter Klasvogt[20]

## Pontificio Collegio Teutonico di Santa Maria in Campo Santo
1876 wurde auf dem Gelände ein Priesterkolleg (Collegio Teutonico di Santa Maria in Campo Santo) gegründet, in dem Priester und Priesteramtskandidaten aus den deutschsprachigen Ländern wohnen und studieren. Das Gebäude wurde 1962–1966 vom Architekten Silvio Galizia erbaut. Bei der Ausschachtung und Fundierung stieß man auf ungewöhnlich starken Grundwasserzufluss vom vatikanischen Hügel, entdeckte mittelalterliche Baureste, darunter ein Beinhaus von 50 m³. Außerdem mussten die Grundpfeiler wegen der starken Schicht Kulturschutt in eine Tiefe von durchschnittlich 26 m und in Einzelfällen bis zu 31 m eingesenkt werden. Das neue Kolleg wurde am 8. Mai 1966 eingeweiht. Im März 2010 erhob Papst Benedikt XVI. das Priesterkolleg anlässlich des 50. Priesterjubiläums des Rektors des Kollegs Erwin Gatz mit der Apostolischen Konstitution Perantiquis iam temporibus in den Stand eines Päpstlichen Kollegs (Pontificio Collegio). Die Bibliothek des Campo Santo Teutonico ist Mitglied der Arbeitsgemeinschaft Katholisch-Theologischer Bibliotheken (AKThB).
Das Kolleg ist neben dem 1859 gegründeten Päpstlichen Institut Santa Maria dell’Anima das zweite deutschsprachige Priesterkolleg in Rom.
Seit 1920 waren die Schwestern der Kongregation der Schwestern der Christlichen Liebe („Mallinckrodt-Schwestern“) im Campo Santo tätig. 2013 folgten die Schwestern vom Göttlichen Erlöser („Niederbronner Schwestern“) und 2021 die Schwestern der Ancelle di Cristo Sommo Sacerdote.

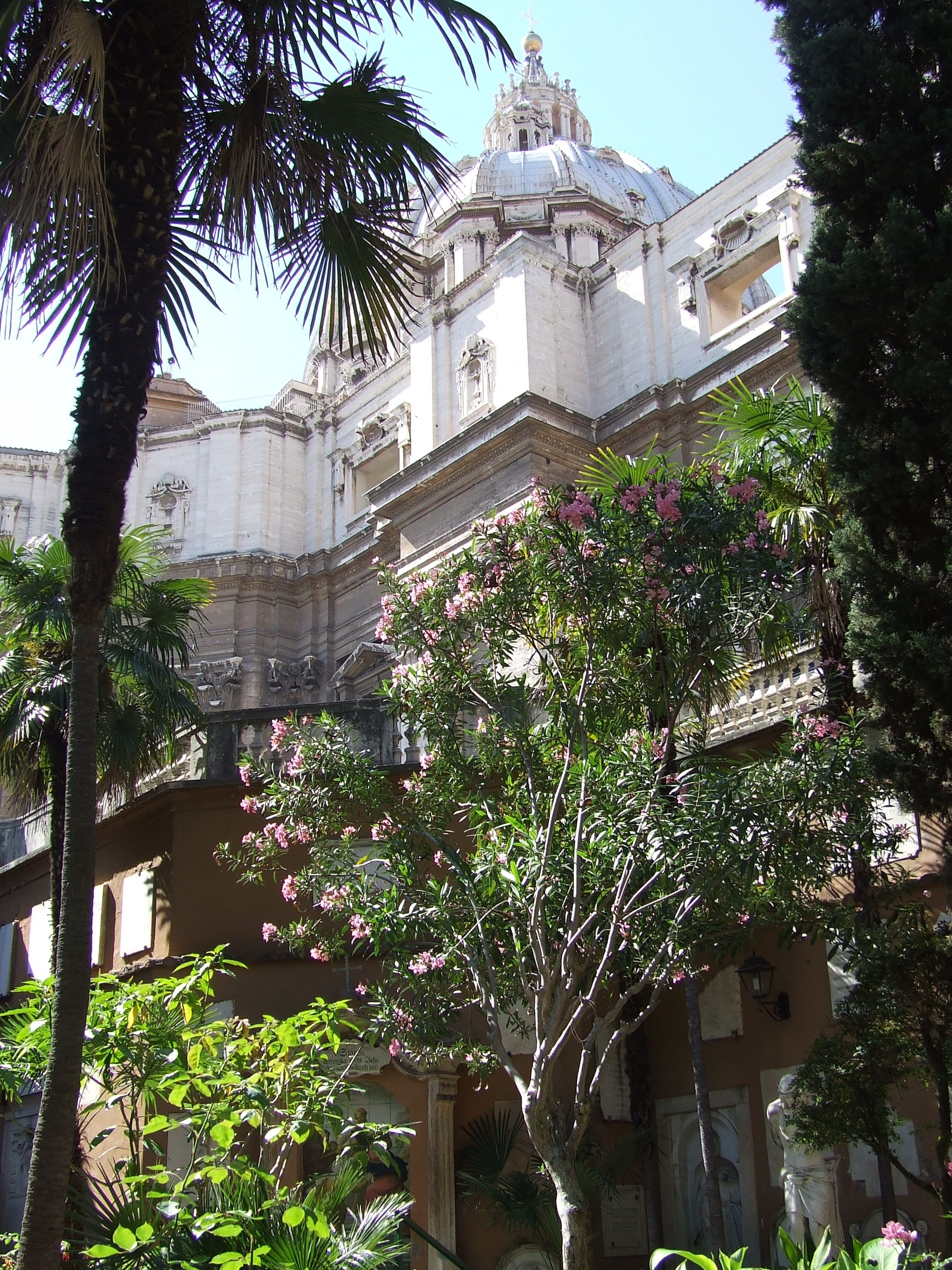
Campo Santo Teutonico

## Der Friedhof
Der Friedhof war von Anfang an für jeden Pilger aus dem Heiligen Römischen Reich gedacht, der von der Pilgerfahrt nicht mehr heimkehren konnte. Deutsche und deutschstämmige Geistliche machen einen weiteren großen Anteil aus. Im Laufe der Zeit wurden aber auch einige Prominente, die in Rom lebten und starben, auf dem Campo Santo begraben. Heute haben das Beerdigungsrecht alle Mitglieder der Erzbruderschaft sowie einige religiöse Gemeinschaften deutschen Ursprungs. Auf dem Friedhof sind ca. 1400 Namensnennungen seit dem 15. Jahrhundert erhalten.
Unter anderem sind hier die Künstler Joseph Anton Koch, Wilhelm Achtermann und Johann Martin von Rohden, der Theologe Anton de Waal, der saarländische Völkerkundler P. Michael Schulien SVD, der Missionspriester und Bischof Johann Baptist von Anzer SVD, der christliche Archäologe Joseph Wilpert, die Archäologen Ludwig Curtius und Engelbert Kirschbaum SJ, die Archäologin Hermine Speier, die Archäologin und Numismatikerin Sibylle Mertens-Schaaffhausen, die Kirchenhistorikerin Eva-Maria Jung-Inglessis, die Schriftsteller Stefan Andres und Johannes Urzidil sowie der Rektor des deutschen Priesterkollegs Santa Maria dell’Anima und Titularbischof von Aela Alois Hudal und die Ordensschwester Pascalina Lehnert, die frühere Haushälterin Papst Pius XII., bestattet. Aus dem deutschen Adel stammen Prinzessin Carolyne zu Sayn-Wittgenstein, die Lebensgefährtin des Komponisten Franz Liszt, Georg von Bayern, Edmund Raitz von Frentz und Constantin von Hecht (1829–1854), der auf seiner Bildungsreise in Rom verstarb und dessen Grabrelief vom Schweizer Bildhauer Ferdinand Schlöth geschaffen wurde. Die Gebeine des 1952 zunächst hier bestatteten Theologen und Politikers Ludwig Kaas wurden 1957 auf Wunsch Pius XII. wegen seiner Verdienste um die Ausgrabungen unter St. Peter in die Vatikanischen Grotten überführt. Der österreichische Maler Gebhard Flatz setzte auf dem Campo Santo Teutonico ein Epitaph für seine früh verstorbene Ehefrau Marie Felicitas Freiin von Foullon-Norbeck.
2020 fand Oriol Schaedel (1927–2020), über Jahrzehnte Leiter der Herder-Buchhandlung in Rom und Gründer der Casa Editrice Herder, hier seine Ruhestätte. Im Jahre 2023 erklärte sich die Erzbruderschaft bereit, den im November 2022 nahe den Kolonnaden des Petersplatzes erfrorenen deutschen Obdachlosen Burkhard Scheffler auf dem Friedhof beizusetzen.
In der kleinen Friedhofskapelle in der Südostecke des Friedhofs werden einige der älteren Grabplatten aufbewahrt, darunter die älteste im Friedhof erhaltene, für Junker Hans III. zu Rodenstein, der im Heiligen Jahr 1500 in Rom starb.
Der Friedhof ist heute eine grüne Oase und bei deutschen Mitarbeitern der Kurie für Ruhepausen beliebt. Der spätere Papst Benedikt XVI. ist in seiner Zeit als Leiter der Glaubenskongregation häufig vorbeigekommen. Das vom damaligen Präsidenten der Bundesrepublik Deutschland Theodor Heuss beauftragte und vom Bildhauer Elmar Hillebrand geschaffene Portal vom Campo Santo zur Kirche wurde 1959 eingeweiht.

## Die KircheSanta Maria della Pietà
Die 1501 geweihte Kirche Santa Maria della Pietà wurde in einem schlichten Renaissance-Stil erbaut und im 17. Jahrhundert im Stil des Barock mit Statuen und Deckenfresken ausgeschmückt. Durch den Rückgang der deutschen Bevölkerung in Rom verfiel die Kirche über längere Zeit und wurde erst Ende des 19. Jahrhunderts wiederhergestellt und durch neue farbige Fenster geschmückt. Von 1972 bis 1975 wurde sie umfassend restauriert. In der Kirche feierte Kardinal Ratzinger regelmäßig donnerstags die Frühmesse, bevor er zum Papst gewählt wurde.
Die Kirche weist einen annähernd quadratischen Grundriss von 23,5 × 21,6 m auf. Ihr Inneres ist in neun Felder gegliedert, die sich um eine zentrale Vierung anordnen und durch mit Arkaden verbundene Pfeiler unterteilt werden. Im Süden weist die Kirche eine größere, im Norden nur eine angedeutete Apsis auf. Dabei macht die Vierung etwa die Hälfte des Gesamtraumes aus, die Seitenbereiche sind also wesentlich kleiner, die Eckfelder am kleinsten. Die Decke ist als Kreuzgewölbe gestaltet. Ursprünglich waren beide Eckfelder der Südseite als Seitenkapellen ausgeführt, heute ist nur noch in der Südostecke die so genannte Schweizerkapelle eingerichtet, die der Schweizergarde gewidmet ist. Sie diente der Schweizergarde zum Gottesdienst und als Grablege der Hauptleute und ihrer Familien, von denen zahlreiche Grabplatten am Boden Zeugnis ablegen.

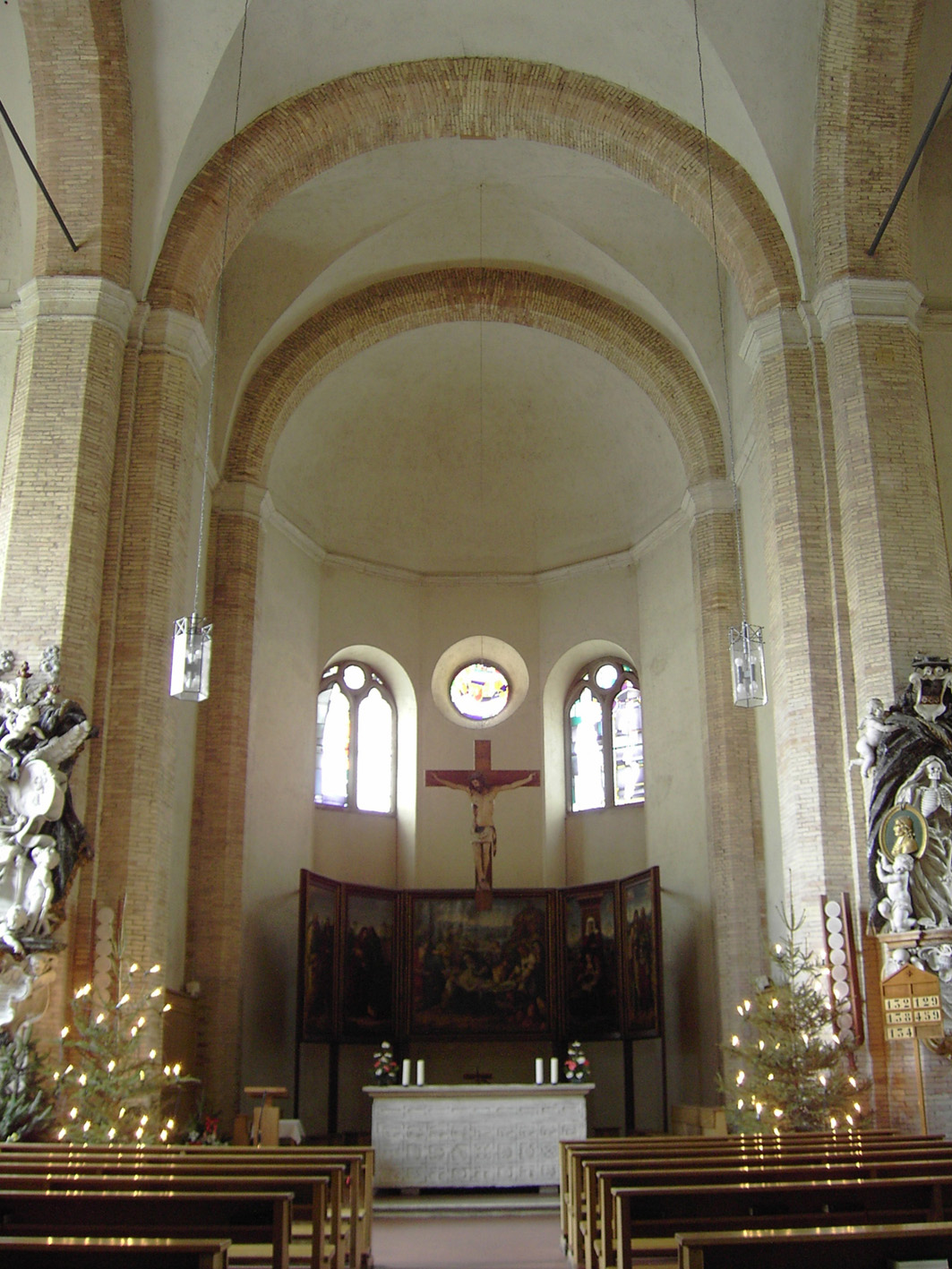
Kirche Santa Maria della Pietá
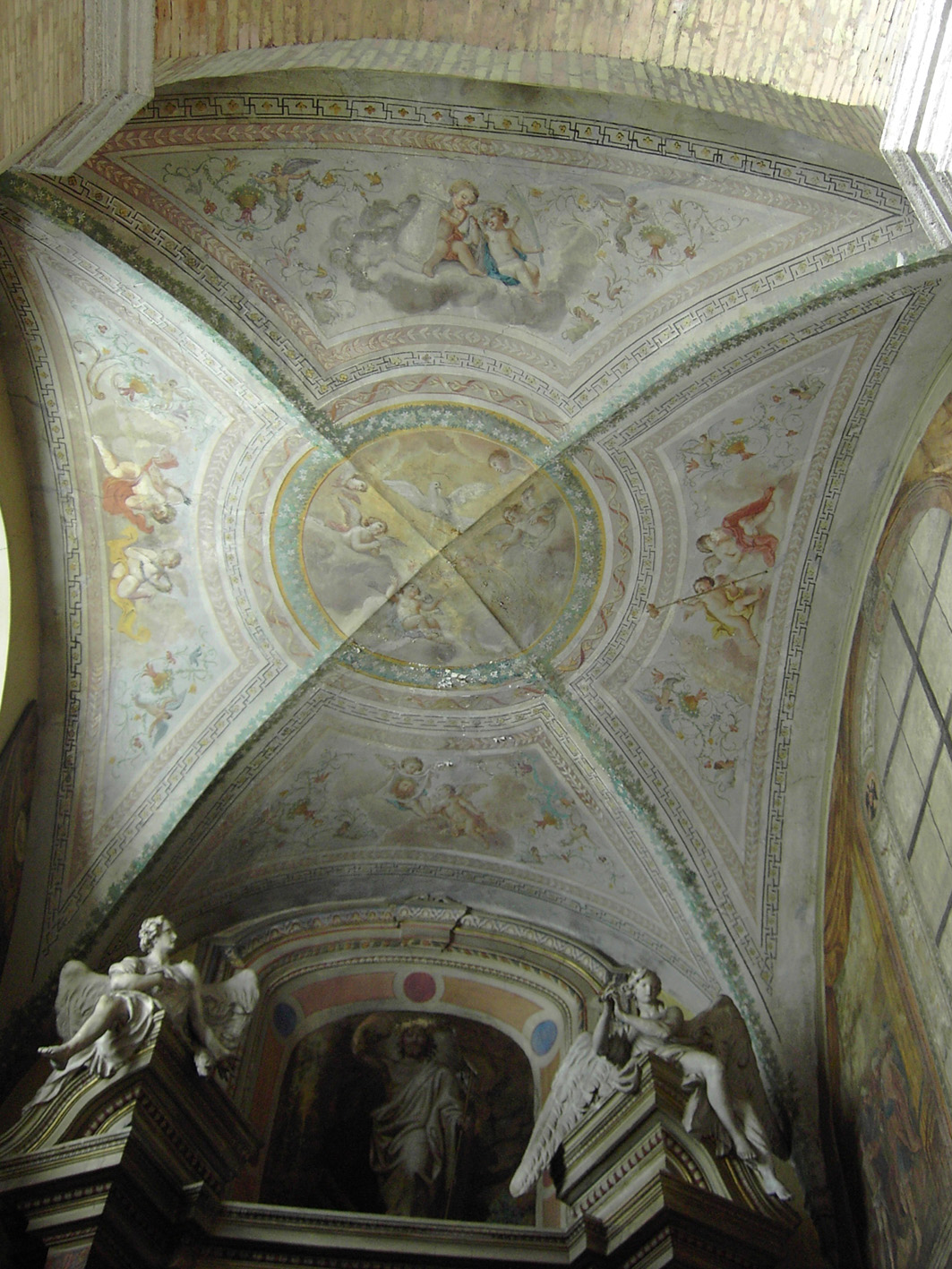
Deckenfresko
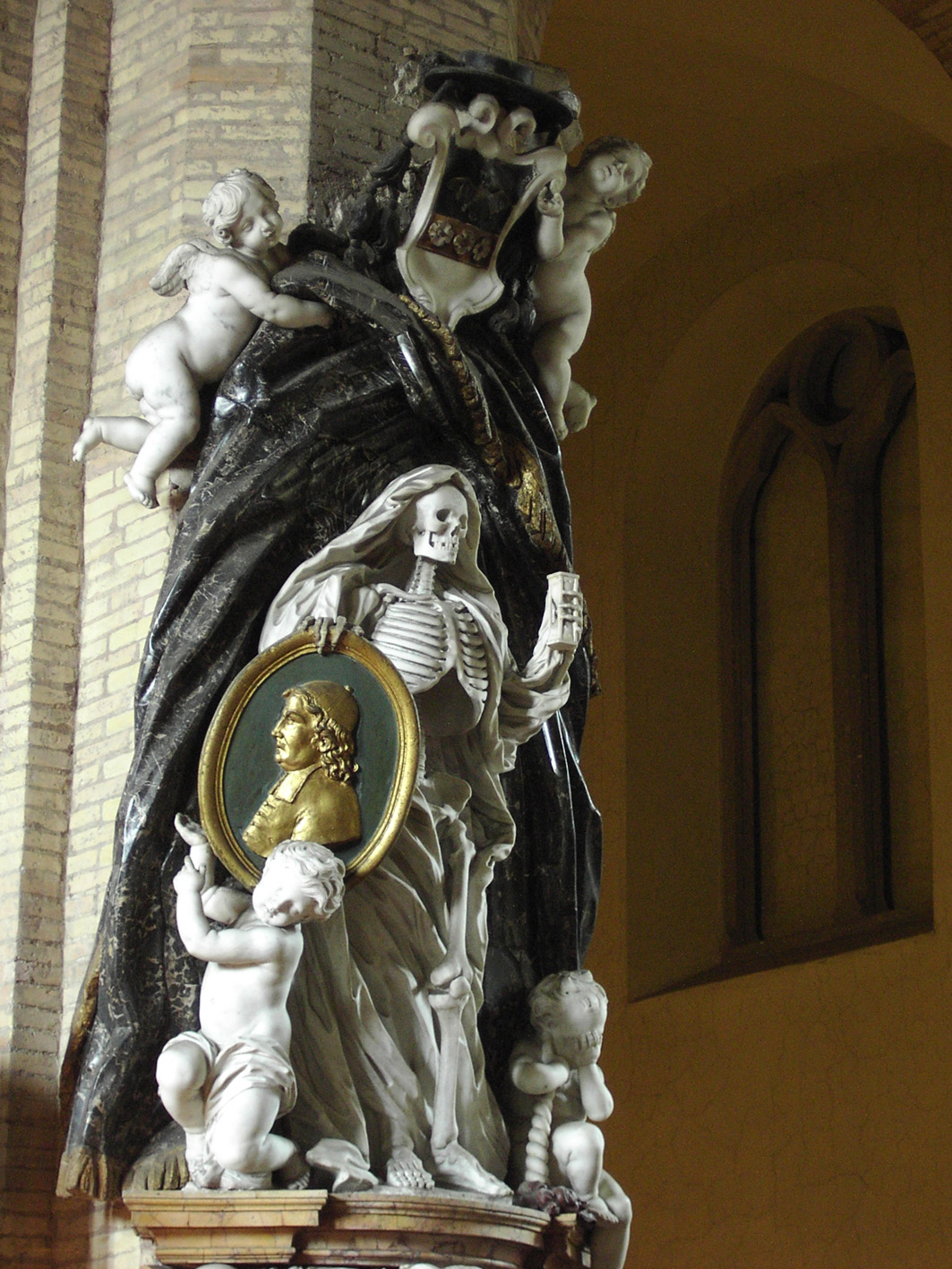
Epitaph des Prälaten Georg Meisel † 1710 in Gestalt eines memento mori, vollendet von Lorenzo Ottone
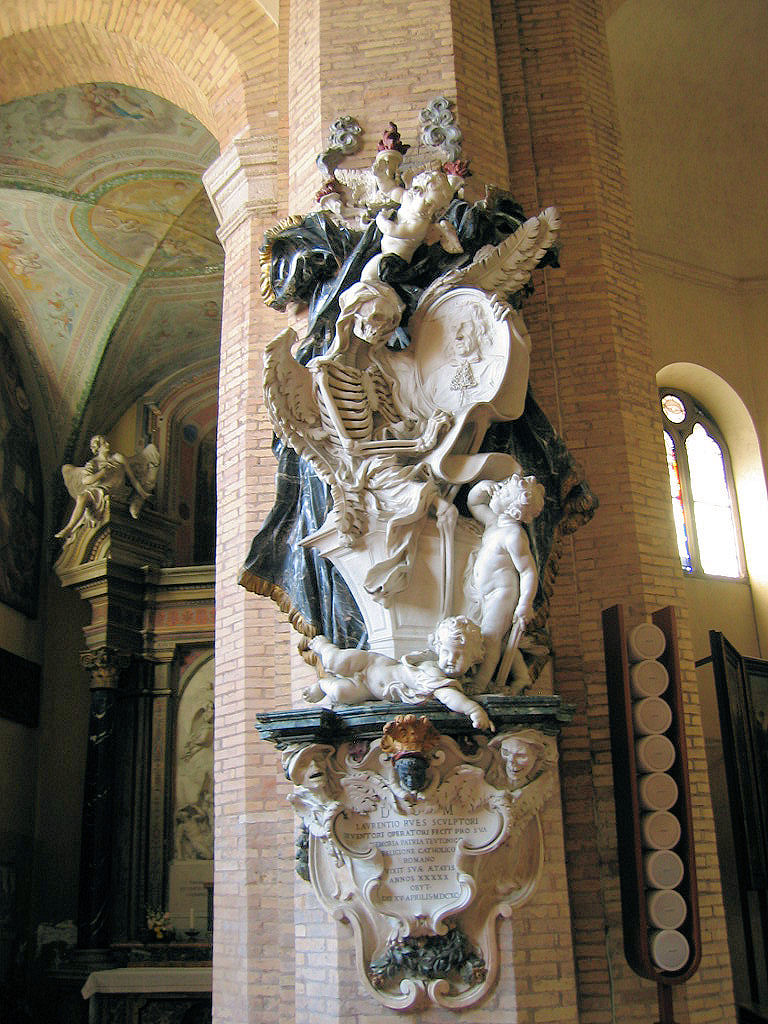
Epitaph des Bildhauers Laurentius Rues, von Giovanni Battista Giorgi 1690

## Besuche
Der Zugang zum Campo Santo Teutonico durch die Vatikanstadt ist täglich von 7 bis 12 Uhr und zu den Gottesdiensten möglich (außer am Mittwoch während der Papstaudienz). Im August bleibt die Kirche geschlossen. Besucher müssen sich bei den Schweizer Gardisten am Tor südlich des Petersdoms zwischen den Kolonnaden und dem Palazzo del Sant’Uffizio am Petriano-Tor melden und in deutscher Sprache den Zugang zum Deutschen Friedhof oder Campo Santo Teutonico begehren. Nach Durchgang durch die Sicherheitskontrolle ist ein Zugang möglich.
Die Heilige Messe wird sonntags um 10 Uhr sowie montags bis freitags um 7 Uhr in deutscher Sprache (mittwochs in lateinischer) und samstags um 8 Uhr in italienischer Sprache gefeiert. Donnerstag findet in der Regel eine „Kardinalsmesse“ statt. Für deutschsprachige Pilgergruppen besteht die Möglichkeit, nach Voranmeldung bei der Erzbruderschaft mit ihrem begleitenden Geistlichen, in Santa Maria della Pietà einen Gottesdienst zu feiern.